# The Acid House
The Acid House és una pel·lícula escocesa de 1998 dirigida per Paul McGuigan. El film és l'adaptació de tres relats del llibre homònim d'Irvine Welsh, ell mateix en va escriure el guió cinematogràfic i hi fa un cameo.

## Argument
La pel·lícula dramatitza tres històries del llibre:
- «The Granton Star Cause»: Boab enceta un dia nefast un pic els seus pares el fan fora de casa per a poder-se dedicar al sadomasoquisme, l'acomiaden de la feina, la xicota l'envia a pastar fang i és expulsat de l'equip de futbol pels seus amics. Incorpora elements de La metamorfosi de Franz Kafka quan un dels personatges és un Déu profà i despietat que el converteix en una mosca com a càstig per malgastar la seva vida. Titulat com un barri d'Edimburg, es va rodar a Muirhouse, Pilton i Ferry Road Drive.

- «A Soft Touch»: Kevin McKidd interpreta un pare abnegat mentre que Gary McCormack és Larry, el despietat veí del pis de dalt que li roba l'electricitat i la dona, Michelle Gomez. Filmat a Niddrie.

- «The Acid House»: un mal viatge i un llamp produeixen un còmic accident quan el hooligan Coco Brice i el nounat d'una parella burgesa s'intercanvien els cossos.

Els tres capítols són independents, però estan relacionats per la localització i la reaparició de personatges incidentals, en particular Maurice Roëves que apareix de manera diferent com a convidat al casament, personatge en un somni i encarregat del pub. Les tres parts representen una manifestació humana de Déu.
La pel·lícula va ofendre la premsa groga del Regne Unit per l'aparició d'un déu cínic, arruixat i bocamoll. En alguns estats de parla anglesa com el Canadà i els Estats Units s'ha projectat amb subtítols a causa de l'scots vernacle que parlen els personatges.

## Repartiment
«The Granton Star Cause»
- Maurice Roëves – Déu
- Stephen McCole – Boab
- Garry Sweeney – Kev
- Jenny McCrindle – Evelyn
- Simon Weir – Tambo
- Iain Andrew – Grant
- Irvine Welsh – Parkie
- Pat Stanton – Barman
- Alex Howden – Boab Snr
- Annie Louise Ross – Doreen
- Dennis O'Connor – PC Cochrane
- John Gardner – SG Morrison
- William Blair – Company de treball
- Gary McCormack – Company de treball
- Malcolm Shields – Company de treball
- Stewart Preston – Rafferty

«A Soft Touch»
- Maurice Roëves – Borratxo
- Kevin McKidd – Johnny
- Michelle Gomez – Catriona
- Tam Dean Burn – Alec
- Scott Imrie – Pool Player
- Niall Greig Fulton – Alan
- Cas Harkins – Skanko
- Morgan Simpson – Chantal nadó
- Marnie Kidd – Chantal nena
- Alison Peebles – Mare
- Joanne Riley – Noia nova
- Katie Echlin – Wendy
- William «Giggs» McGuigan – Cantant de pub
- William Blair – Deck
- Gary McCormack – Larry

«The Acid House»
- Maurice Roëves – Sacerdot
- Ewen Bremner – Colin «Coco» Bryce
- Martin Clunes – Rory
- Jemma Redgrave – Jenny
- Arlene Cockburn – Kirsty
- Jane Stable – Emma
- Doug Eadie – Pare de Coco
- Andrea Mckenna – Mare de Coco
- Cas Harkins – Skanko
- Billy McElhaney – Felix el tècnic sanitari
- Ricky Callan – Tam el conductor
- Barbara Rafferty – Dr. Callaghan
- Stephen Docherty – Infermera Boyd
- Ronnie McCann – Andy